# Triq it-Torri w Sliemie

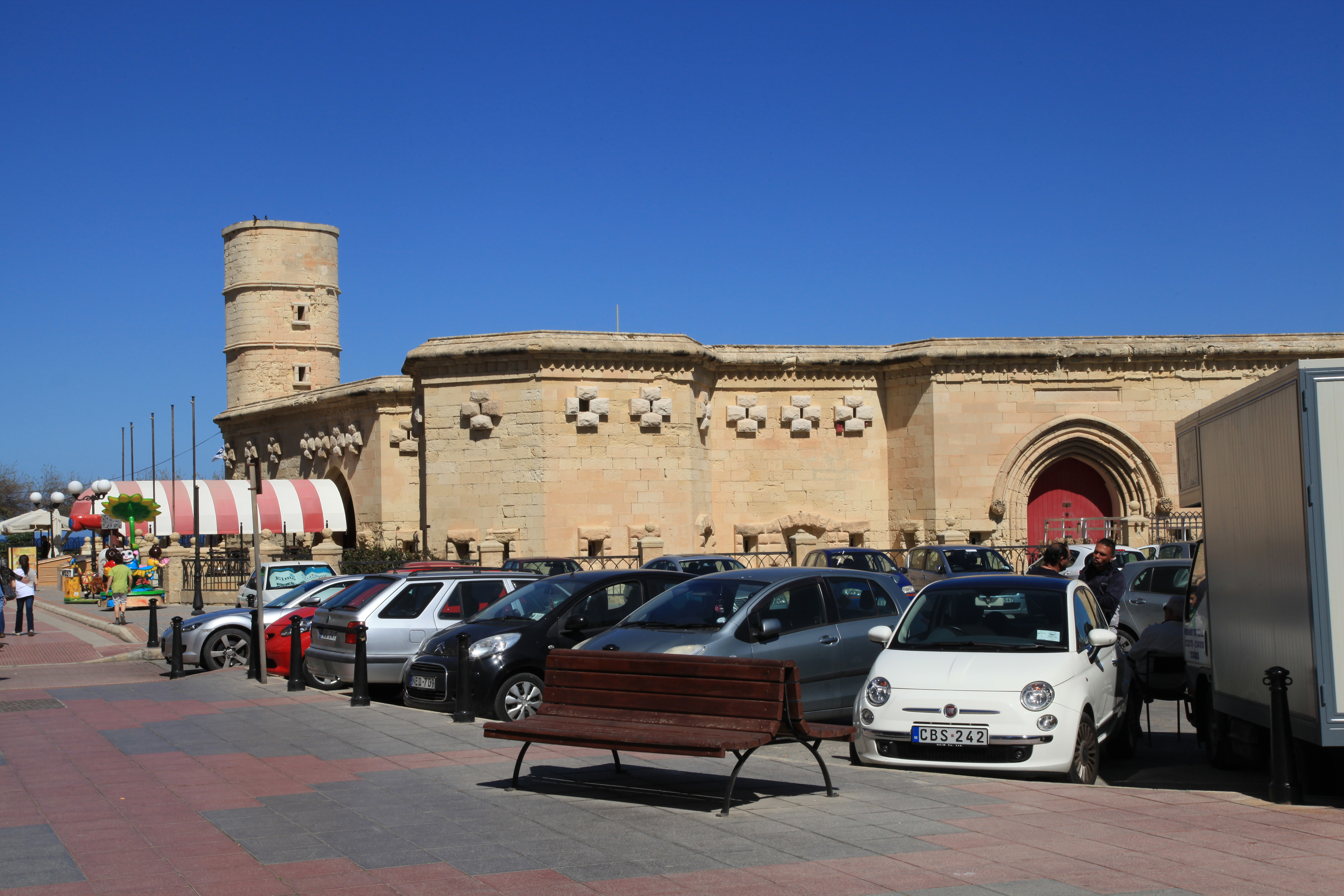
Triq Ix-Xatt i Il-Fortizza

Triq it-Torri (pol. Ulica Wież) w Sliemie na Malcie jest ulicą na której znajdują się liczne zabytkowe wieże strażnicze, które w przeszłości były wykorzystywane jako fortyfikacje obronne przed piratami i najeźdźcami.

## Historia
Historia Triq it-Torri jest ściśle związana z rozwojem Sliemy. Obszar ten był niegdyś spokojną wioską rybacką z kilkoma wiejskimi domami, a Triq it-Torri odgrywał kluczową rolę w obronie wyspy. W połowie XIX wieku obszar ten zaczęto przekształcać w miejscowość turystyczną i mieszkalną, w której osiedlały się głównie bogate rodziny maltańskie i brytyjscy emigranci. 
W okresie kolonialnym pod rządami Wielkiej Brytanii, Malta służyła jako ważna baza morska, a położenie Sliemy wzdłuż wybrzeża czyniło ją atrakcyjnym miejscem do rozwoju. Wpływy brytyjskie przyniosły znaczące zmiany w krajobrazie miasta, w tym na Triq it-Torri zbudowano budynki w stylu wiktoriańskim, imponujące kamienice i eleganckie wille.
Podczas II wojny światowej Sliema stała się celem ciężkich bombardowań ze względu na strategiczne położenie Malty na Morzu Śródziemnym. Miasto i Triq it-Torri doznały znacznych zniszczeń, jednak powojenna odbudowa przywróciła ulicy wcześniejsze znaczenie turystyczne i mieszkalne. Wiele domów zostało odrestaurowanych i przekształconych w kawiarnie, restauracje i butiki.

## Wieże strażnicze
Na Triq it-Torri znajduje się wiele historycznych wież, których część została odrestaurowana i przekształcona w muzea lub atrakcje turystyczne. Wieża St. Julians to jedna z najbardziej rozpoznawalnych i imponujących budowli wzdłuż tej ulicy. Została zbudowana w XVII wieku przez wielkiego mistrza Zakonu Maltańskiego, Martina de Redina i stanowiła ważny punkt obserwacyjny do wykrywania ewentualnych zagrożeń. Dziś służy jako muzeum historyczne, prezentując odwiedzającym nie tylko historię wieży, ale także obronę Malty w przeszłości.
Kolejną ciekawą atrakcją na Triq it-Torri jest Bateria Cambridge, która została zbudowana w 1670 roku przez Zakon Maltański, a później przeszła przez różne fazy użytkowania, w tym przez pewien czas znajdowało się w niej więzienie. Obecnie jest ona jednym z najlepiej zachowanych przykładów wież strażniczych na Malcie, a jej wnętrze ukazuje życie i warunki panujące w wieży w przeszłości.

## Inne atrakcje
Nie tylko wieże strażnicze stanowią atrakcje Triq it-Torri. Spacerując tą ulicą, można podziwiać również urokliwe posiadłości z okresu kolonialnego z charakterystycznymi balkonami i malowniczymi fasadami, które były własnością bogatych kupców i arystokratów.
Przy ulicy można również natknąć się na lokalne galerie sztuki i rzemieślnicze sklepy, w których można zakupić autentyczne maltańskie rękodzieła.